# Geografia econômica do Brasil
A Geografia Econômica do Brasil é uma disciplina que estuda a distribuição geográfica das atividades econômicas, recursos naturais, indústrias e desenvolvimento econômico em um determinado país. No contexto brasileiro, fatores como localização, clima, topografia e disponibilidade de recursos desempenham um papel crucial na moldagem dos padrões econômicos e na estrutura industrial do país. O Brasil, com sua vasta extensão territorial e uma população de mais de 200 milhões de habitantes, apresenta uma diversidade geográfica que influencia diretamente sua economia. A distribuição de recursos naturais, como minerais, energia e terras agrícolas, desempenha um papel significativo na configuração das atividades econômicas em diferentes regiões. 

## Divisão e predominância
| Região               | Atividades econômicas predominantes |
| -------------------- | --- |
| Região Norte         | - Agropecuária: Destaque para a produção de alimentos como mandioca, açaí, castanha, e criação de gado. - Extrativismo: Exploração de recursos naturais, como madeira e minérios. - Turismo: Crescente interesse por destinos como Manaus e as belezas naturais da região.                                                     |
| Região Nordeste      | - Agricultura Familiar: Produção de alimentos como milho, feijão, mandioca e cana-de-açúcar. - Pecuária: Criação de gado bovino e caprino. - Indústria Têxtil: Concentrada em alguns estados, como Ceará e Bahia. - Turismo: Destinos litorâneos, como praias na Bahia e em Pernambuco.                                        |
| Região Centro-Oeste: | - Agropecuária Moderna: Grande destaque para a produção de grãos, como soja e milho. - Pecuária: Criação de gado bovino. - Mineração: Extração de minérios, principalmente em Mato Grosso do Sul e Goiás. - Agroindústria: Processamento de alimentos.                                                                         |
| Região Sudeste       | - Indústria: Concentração significativa de indústrias, especialmente em São Paulo e Minas Gerais. - Serviços: Destaque para atividades financeiras, tecnologia e educação. - Agricultura: Produção de café, cana-de-açúcar e citros. - Turismo: Atrações como as praias do Rio de Janeiro e os centros urbanos como São Paulo. |
| Região Sul           | - Agricultura: Produção de grãos, como soja e trigo. - Pecuária: Criação de gado bovino e suíno. - Indústria: Destaque para a indústria automotiva, madeireira e alimentícia. - Turismo: Atrações naturais, como as serras gaúcha e catarinense                                                                                |

## Setores

### Agronegócio
A agricultura representa um dos pilares fundamentais da economia brasileira, desempenhando um papel crucial no desenvolvimento e na sustentabilidade do país. Sua presença é notavelmente difundida, abrangendo extensas áreas principalmente nas regiões do Centro-Oeste, Sul e em partes do Sudeste. Essa ampla distribuição geográfica reflete não apenas a vastidão territorial do Brasil, mas também a diversidade climática e de solos que caracterizam essas áreas. Uma região que se destaca como epicentro da produção agrícola é o Cerrado, uma extensa savana tropical que abrange parte do Centro-Oeste e do Nordeste do Brasil. Conhecido por sua biodiversidade única e rica, o Cerrado tornou-se uma peça fundamental no que diz respeito à produção agrícola diversificada. As vastas planícies dessa região desempenham um papel crucial na produção de grãos, como soja, milho e algodão, além de abrigar pastagens extensivas para o gado bovino. 
A contribuição do Cerrado para a economia brasileira é inegavelmente significativa. A produção agrícola intensiva nessa região não apenas atende à demanda doméstica por alimentos, mas também desempenha um papel vital nas exportações, impulsionando a balança comercial do país. A soja, por exemplo, é um dos principais produtos cultivados no Cerrado e tem uma presença marcante nos mercados internacionais. Além da produção de grãos, o Cerrado também é propício para o cultivo de diversos produtos agrícolas, como café, cana-de-açúcar, frutas e hortaliças. Essa diversidade na produção agrícola não apenas contribui para a segurança alimentar do Brasil, mas também promove a resiliência econômica, uma vez que a região se torna menos dependente de um único tipo de cultivo.  A expansão e modernização da agricultura no Cerrado, por meio da incorporação de tecnologias avançadas e práticas sustentáveis, demonstram o compromisso do setor em equilibrar a produtividade com a conservação ambiental. Iniciativas de agricultura de baixo carbono e o manejo sustentável dos recursos naturais são cada vez mais incorporados, evidenciando a busca por um modelo agrícola que não apenas impulsione o crescimento econômico, mas também preserve a rica biodiversidade do Cerrado. Dessa forma, a agricultura brasileira, com seu enraizamento nas vastas extensões do Cerrado e de outras regiões, não apenas alimenta a nação, mas também se destaca como um protagonista essencial na economia global, proporcionando um equilíbrio delicado entre produção, inovação e sustentabilidade. 

### Indústria Petrolífera
A indústria de petróleo representa um setor de grande importância e influência no estado do Rio de Janeiro, desempenhando um papel crucial no desenvolvimento econômico da região. Essa relevância é particularmente evidente devido à descoberta de reservas substanciais de petróleo na camada do pré-sal, que transformou significativamente o panorama econômico e industrial local. O Rio de Janeiro emergiu como um dos principais polos da indústria petrolífera no Brasil, sendo palco de atividades que envolvem desde a exploração até a produção e o processamento de petróleo. A descoberta das vastas reservas na camada do pré-sal não apenas consolidou a posição do estado como um importante centro energético, mas também impulsionou investimentos significativos e o crescimento do setor.
A exploração desses recursos petrolíferos tem impactos diretos e abrangentes no desenvolvimento econômico da região. A criação de empregos diretos e indiretos, a expansão da infraestrutura relacionada à indústria de petróleo e os investimentos em pesquisa e tecnologia são aspectos que contribuem para a dinâmica econômica do Rio de Janeiro. Além disso, a presença da indústria de petróleo tem efeitos positivos em setores correlacionados, como o de serviços, logística e construção civil, gerando oportunidades de negócios e impulsionando o crescimento de empresas locais. A arrecadação de impostos e royalties decorrentes das atividades petrolíferas também desempenha um papel crucial no financiamento de programas governamentais e no desenvolvimento de projetos de infraestrutura.  A busca por práticas sustentáveis e a atenção à responsabilidade ambiental tornaram-se áreas-chave na gestão da indústria de petróleo no Rio de Janeiro. Iniciativas de preservação ambiental, tecnologias mais limpas e o investimento em energias renováveis são aspectos importantes para equilibrar o desenvolvimento econômico com a conservação do meio ambiente. A interação entre a indústria de petróleo e o desenvolvimento econômico no Rio de Janeiro destaca a importância de estratégias equilibradas que buscam maximizar os benefícios econômicos, minimizar os impactos ambientais e garantir a sustentabilidade a longo prazo. Nesse contexto, o estado continua a ser um protagonista fundamental na produção de energia no Brasil, moldando sua economia e contribuindo para a matriz energética do país. 

### Setor Tecnológico
São Paulo e Campinas desempenham papéis fundamentais como proeminentes polos para o setor tecnológico no Brasil, impulsionando a inovação e o desenvolvimento tecnológico em diversas áreas. A concentração significativa de universidades renomadas e centros de pesquisa nessas regiões contribui para a criação de um ambiente propício ao avanço científico e tecnológico. A cidade de São Paulo, como uma das maiores metrópoles do mundo, destaca-se não apenas como um centro econômico, mas também como um hub vital para a pesquisa e inovação. A presença de instituições de ensino superior prestigiadas, como a Universidade de São Paulo (USP) e a Universidade Estadual de Campinas (UNICAMP), além de uma rede diversificada de centros de pesquisa, cria um ecossistema propício para o intercâmbio de conhecimentos e a realização de pesquisas de ponta. 
Campinas, localizada no interior do estado de São Paulo, é reconhecida como um polo tecnológico e científico notável. A presença da UNICAMP, uma das principais universidades do país, é um fator determinante para a forte atuação da cidade no cenário tecnológico. Além da UNICAMP, Campinas abriga diversos institutos de pesquisa e empresas inovadoras, promovendo uma interação dinâmica entre academia e indústria. A interligação entre essas instituições de ensino superior, centros de pesquisa e o setor privado fomenta colaborações estratégicas, estimulando o desenvolvimento de tecnologias avançadas, pesquisa aplicada e soluções inovadoras para desafios contemporâneos. A presença de parques tecnológicos e incubadoras de startups também contribui para a criação de um ecossistema empreendedor, onde ideias inovadoras podem ser transformadas em produtos e serviços comercialmente viáveis. Esses polos tecnológicos não apenas atraem talentos e investimentos, mas também desempenham um papel vital no fortalecimento da competitividade nacional. O intercâmbio de conhecimentos entre academia e indústria resulta em avanços significativos em setores como tecnologia da informação, biotecnologia, nanotecnologia, entre outros. Além disso, o impacto positivo desses polos tecnológicos se estende para além das fronteiras regionais, contribuindo para o posicionamento do Brasil como um ator relevante no cenário global da inovação. Atraindo mentes brilhantes, fomentando parcerias estratégicas e impulsionando a criação de produtos e serviços de vanguarda, São Paulo e Campinas desempenham um papel crucial na construção de um futuro tecnológico e inovador para o Brasil.  

### Indústria Automotiva
O desenvolvimento da indústria automotiva no Brasil tem uma conexão significativa com São Paulo, onde montadoras e fabricantes desempenham um papel crucial no cenário nacional. A infraestrutura robusta e a localização estratégica dessa região contribuem de maneira expressiva para a concentração e o crescimento contínuo dessa importante indústria. São Paulo, como uma das maiores metrópoles do país, oferece uma infraestrutura industrial avançada, com uma extensa rede de estradas, ferrovias e portos que facilitam o transporte eficiente de matérias-primas e produtos acabados. Essa infraestrutura logística bem desenvolvida proporciona às empresas do setor automotivo uma vantagem estratégica, otimizando as operações de produção, distribuição e exportação. 
A localização geográfica estratégica de São Paulo também desempenha um papel fundamental no desenvolvimento da indústria automotiva. Estar no centro do país facilita a integração com outras regiões, permitindo uma distribuição eficaz dos veículos fabricados para diferentes partes do Brasil. Além disso, a proximidade com importantes centros consumidores e mercados regionais contribui para a competitividade das montadoras situadas na região. A presença de um parque industrial diversificado e uma mão de obra qualificada em São Paulo são fatores adicionais que impulsionam o setor automotivo. As principais montadoras e fabricantes encontram em São Paulo um ambiente propício para investimentos em pesquisa, desenvolvimento e inovação, resultando em avanços tecnológicos e na produção de veículos que atendem às demandas do mercado nacional e internacional. Além disso, a influência do setor automotivo se estende para além da produção em si, impactando positivamente a economia local e nacional. A criação de empregos diretos e indiretos, o estímulo à cadeia de suprimentos e a geração de receitas significativas para o governo são aspectos relevantes desse impacto econômico.  

### Setor de Saúde
São Paulo e Rio de Janeiro emergem como centros vitais para o setor de saúde no Brasil, desempenhando um papel de destaque no avanço da medicina no país. A presença de hospitais renomados, instituições de pesquisa médica e universidades de prestígio nestas duas cidades cria um ambiente propício para inovações e desenvolvimentos significativos no campo da saúde. Essas metrópoles abrigam algumas das principais instituições hospitalares do Brasil, conhecidas por sua excelência em serviços médicos e pela oferta de tratamentos avançados. Hospitais de referência, equipados com tecnologia de ponta e equipes médicas qualificadas, desempenham um papel crucial na prestação de cuidados de saúde de alta qualidade e na condução de pesquisas clínicas e experimentais.  
Além dos serviços hospitalares, São Paulo e Rio de Janeiro concentram instituições de pesquisa médica de renome. Centros dedicados à investigação científica, desenvolvimento de novos medicamentos, e estudos clínicos contribuem para o avanço do conhecimento médico e a melhoria contínua dos tratamentos disponíveis. A colaboração entre pesquisadores, médicos e profissionais de saúde nessas instituições promove a inovação e a adoção de práticas médicas de última geração. Universidades de prestígio situadas em São Paulo e Rio de Janeiro desempenham um papel crucial na formação de profissionais de saúde altamente qualificados. Essas instituições educacionais oferecem programas de graduação e pós-graduação em medicina, enfermagem, farmácia e outras disciplinas relacionadas à saúde. A formação de profissionais bem capacitados contribui diretamente para a qualidade dos serviços de saúde oferecidos à população. A concentração de conhecimento e expertise nessas duas cidades não apenas beneficia a população local, mas também atrai pacientes de outras regiões do país em busca de tratamentos especializados. Essa centralização contribui para o desenvolvimento de um ecossistema de saúde robusto, impulsionando a economia local e nacional.  

### Indústria do Entretenimento
O Rio de Janeiro assume um papel de destaque como um centro crucial para a indústria do entretenimento no Brasil. Reconhecida por sua forte presença na produção cinematográfica e musical, a cidade desempenha um papel significativo na formação da cultura e na vitalidade da economia criativa do país. Na área da produção cinematográfica, o Rio de Janeiro é conhecido por abrigar estúdios, locações e profissionais renomados que contribuem para a rica cena cinematográfica brasileira. A cidade serve como cenário para diversas produções nacionais e internacionais, aproveitando sua beleza natural, arquitetura única e diversidade cultural. Festivais de cinema e eventos relacionados à sétima arte também encontram espaço no cenário cultural do Rio, destacando sua importância no mundo do cinema.  
Além disso, a cidade carioca destaca-se como um epicentro vital para a indústria musical brasileira. Com uma cena musical diversificada que abrange desde o samba até gêneros contemporâneos, o Rio de Janeiro é lar de músicos icônicos e palco para grandes eventos e festivais musicais. A influência da música carioca transcende fronteiras, contribuindo para a projeção internacional da cultura musical brasileira. Essa presença marcante na indústria do entretenimento não apenas enriquece a cultura local, mas também tem impactos econômicos significativos. A produção cinematográfica e musical gera empregos, impulsiona o turismo cultural e promove a exportação da cultura brasileira para o mundo. O Rio de Janeiro, assim, se consolida como um centro dinâmico e essencial para a expressão artística e o desenvolvimento da economia criativa no Brasil.  

### Setor Financeiro
O setor financeiro tem sua principal base em São Paulo, sendo esta cidade considerada o epicentro financeiro do Brasil. Com uma presença robusta e diversificada, São Paulo abriga a Bolsa de Valores, instituições bancárias e empresas de investimento que desempenham um papel vital no cenário financeiro nacional.  A Bolsa de Valores de São Paulo, popularmente conhecida como B3, representa um dos principais centros de negociação de valores mobiliários e ativos financeiros do país. Neste ambiente dinâmico, investidores, empresas e instituições financeiras convergem para realizar transações, negociar ações e participar de operações que influenciam diretamente os mercados financeiros brasileiros. 
Além da Bolsa de Valores, São Paulo é o lar de diversas instituições bancárias, incluindo sedes regionais e nacionais de importantes bancos comerciais e de investimento. Essas instituições desempenham papéis cruciais na intermediação financeira, oferecendo uma variedade de serviços bancários, desde empréstimos e financiamentos até investimentos e gestão de ativos. Empresas de investimento, corretoras e consultorias financeiras também encontram em São Paulo um ambiente propício para operar e prosperar. A concentração dessas entidades na cidade reflete não apenas a sua importância econômica, mas também a infraestrutura financeira robusta que São Paulo oferece. A posição proeminente de São Paulo como centro financeiro do Brasil não se limita apenas à sua dimensão nacional, mas também possui repercussões globais. A cidade atrai investidores internacionais, promove a internacionalização de empresas brasileiras e desempenha um papel fundamental na articulação de transações financeiras globais.  